# Pivalat de metil
El pivalat de metil és un compost orgànic amb la fórmula CH ₃ O ₂ CC(CH ₃) ₃. És un líquid incolor, l'èster metílic de l'àcid pivàlic. La substància es presenta com un líquid incolor amb una olor dolça característica. El líquid és altament inflamable. L'èster és ben conegut per ser resistent a la hidròlisi de l'àcid original. La hidròlisi es pot efectuar amb una solució de iodur de trimetilsilil en acetonitril calent seguit d'un tractament aquós.

## Síntesi
Al laboratori, el pivalat de metil es prepara mitjançant l'esterificació d'àcid pivàlic i metanol, amb l'addició d'un catalitzador àcid (normalment àcid sulfúric):
{\displaystyle {\ce {(CH3)3CCOOH + CH3OH -> (CH3)3CCOOCH3 + H2O}}}